# Hostafrancs
|  | Aquest article tracta sobre el barri de Barcelona. Si cerqueu el poble a la Segarra, vegeu «Hostafrancs (els Plans de Sió)». |

Hostafrancs és un barri del districte de Sants-Montjuïc de la ciutat Barcelona delimitat per la Gran Via de les Corts Catalanes, el carrer de Tarragona i el barri de Sants. Els eixos més importants són la Creu Coberta, el carrer del Consell de Cent i els voltants del mercat.
El nom del barri té el seu origen en el nom de l'hostal que va construir Joan Corrades i Bosch a mitjans del segle xix, qui comprà el terreny el 1840 i hi donà el nom del poble d'on era originari, Hostafrancs, a la Segarra. Molt aviat aquest hostal es faria conegut entre aquells que feien ús sovint de la carretera de Madrid i volien descansar o pernoctar un cop eren tancades les muralles de Barcelona, a causa de la proximitat d'aquest al Portal de Sant Antoni i a causa de la distància a salvaguardar de la muralla, es construí molt proper a la Creu Coberta. Aquest hostal s'ubicava on després hi va haver el cinema Arenes, afectat pel PERI d'Hostafancs amb la intenció de fer arribar el carrer Diputació fins a Gran Via.
Originalment el terreny que esdevindria Hostafrancs va pertànyer al terme municipal de Santa Maria de Sants, futur Sants. L'any 1839 la Diputació Provincial va desvincular el sector que anava del Pont d'en Rabassa a la Creu Coberta per passar-lo a Barcelona. Tot i això fins al 1868 l'Església de Santa Maria de Sants va mantenir el control sobre aquella zona.

## Festa Major d'Hostafrancs
La Festa Major d'Hostafrancs és un dels esdeveniments culturals i socials més importants del barri d'Hostafrancs i el moment de l'any en què totes les entitats i veïns es retroben per configurar un conjunt d'activitats i propostes per fer de la Festa Major un punt de trobada i de creixement veïnal. La història de la Festa Major es remunta a més de 150 anys enrere, amb l'arribada de l'Àngel Custodi com a patró del barri.
La Festa Major d'un poble és, per definició, la Festa Major del seu patró, i se sap que el patró d'Hostafrancs és, des del 1857, l'Àngel Custodi de Barcelona. Però cal anar encara més enrere per conèixer els inicis de les festivitats a Hostafrancs.

### Devoció abans de l'àngel
L'Àngel Custodi no arribà fins al 1857, però a Hostafrancs els primers masos remunten al segle xviii; encara que no tinguessin patró, els vilatans de l'antic terme municipal de Sants devien venerar algú.
Un dels elements devocionals de l'espai de l'antic Hostafrancs era la Creu Coberta. Tothom que entrava i sortia de Barcelona i passava per la Creu Coberta, era obligat de resar-hi una oració per al penjat de més a prop de la Creu. A més, sota la Creu Coberta hom es trobava en una sagrera, en un espai sagrat i, per tant, s'hi podien refugiar lladres i foragitats, que allà no podien ser detinguts.
Com a veïns que eren de Sants, els hostafranquins compartien amb els seus conciutadans la devoció per sant Isidre, que a tota vila agrícola era un dels sants més venerats, per imposició de Madrid, i que havia substituït els antics sants agrícoles, sant Nin i sant Non.
També celebraven, com a santsencs, la Festa Major del seu patró sant Bartomeu, del qual es coneix la devoció des d'abans del segle xiii a la vila de Sants. Sant Bartomeu és patró dels escorxadors, carnissers i altres oficis. Potser té molt a veure amb el nom pel qual es coneixia a Sants antigament, la «carnisseria de Sants», fent-se ressò del lloc del sacrifici dels màrtirs cristians, o el lloc on hi havia el carner dels difunts de la Creu Coberta.
Sant Josep Oriol, sant barceloní molt adorat també a tota la ciutat i l'extraradi, sobretot a la parròquia del Pi, de la qual era sufragània la de Sants, i per tant, els primers hostafranquins també li tenien certa devoció. També Santa Faustina, patrona de Sants des del 1850, quan el rector de la parròquia de Santa Maria, mossèn Andreu Casanovas, va dur el cadàver de la santa incorrupta des de Roma fins a Sants.
Tots aquests sants i imatges venerats a l'església de Santa Maria de Sants, titular de tota la parròquia d'on els hostafranquins, fins al 1852 eren feligresos, fins al 1830 en l'ermita antiga i després en la nova església.
A més a més, segons Joan Amades, cap als segles xvii i xviii els veïns del Pla de Barcelona i de la rodalia es dirigien a fer un aplec a una ermita que avui no es conserva i que tampoc se sap on es trobava, tot i que se suposa dalt de Montjuïc, prop del barri, l'ermita de la Mare de Déu del Mont, el que es coneix com a aplecs d'ermita.
També per la festivitat de la Verge del Carme els veïns visitaven l'ermita de la Mare de Déu de Port, a la Marina on se celebrava un altre aplec, amb mariners vinguts de la Barceloneta, un ball de plaça i una missa. A l'ermita del Port es venerava una Mare de Déu d'alabastre molt invocada pels veïns i mariners que va desaparèixer en ser arruïnada l'ermita a finals del segle xix.
En direcció a Barcelona hi ha un dels edificis religiosos més importants de la Barcelona de l'època moderna, el Convent de Valldonzella, que va tenir diverses ubicacions al llarg de la història, fundat per Jaume I el 1263 i en funcionament fins al segle xviii. A Montjuïc, a mig camí del Castell, hi havia l'ermita de Santa Madrona, patrona oblidada de Barcelona i motiu d'aplecs d'ermita molt comuns al segle xvi, xvii i xviii. En resta l'ermita reconstruïda al costat del Palau Nacional.
També se sap que a la muntanya de Montjuïc es va trobar al segle xv una verge dalt d'una olivera. Es tractava de la Mare de Déu de l'Oliva, que es va traslladar després a l'església de Sant Jaume, del carrer Ferran, i que també era molt venerada pels veïns d'extramurs de la ciutat. Igual que la Mare de Déu dels Desemparats, invocada per salvar les ànimes dels difunts que hi havia penjats als volts de la Creu Coberta, i que tenia un altar a l'església del Pi.
També es venerava Sant Roc. Diu la llegenda que el sant, que cuidava de leprosos i empestats d'arreu del món, va quedar infectat de pesta a Barcelona i el van expulsar de la ciutat. Vagarejava pels volts de Montjuïc quan va ser trobat amb el seu gos per unes monges de Sant Vicenç de Paül, que el van guarir i va poder tornar a cuidar malalts la resta de la seva vida.
Per tant, molt abans de l'arribada de l'Àngel Custodi, els veïns d'Hostafrancs, dels masos, de les barraquetes i dels hostals, ja tenien un bon nombre de sants i d'ermites dels quals eren devots i que calia venerar i visitar almenys un cop l'any.

### L'arribada de l'Àngel
Hostafrancs és incorporat com a barri de Barcelona a partir de 1839. Ja no és una barriada de Sants, sinó un barri de Barcelona i, per tant, deixa de tenir com a patró sant Bartomeu, patró de Sants. Hostafrancs creix exponencialment. L'entramat urbà ocupa gairebé tot el territori conegut actualment. L'Espanya Industrial exerceix de motor bàsic industrial del barri i al seu voltant s'hi munten mercats i fires.
Tanmateix, al barri li falta , una església i un patró. I el poble comença un debat sobre quin ha de ser el patró de la barriada, i on s'ha de construir l'església. Mentrestant se segueixen celebrant algunes festivitats populars com les caramelles, i segueixen anant a la Festa Major de Sants, que és la més propera.
Se sap, pel diari El Ancora, que el 1850 a Barcelona se celebraven unes festes majors en honor del sant Àngel Custodi. Els veïns d'Hostafrancs llegeixen la notícia i comencen a pensar en la possibilitat que aquell àngel barceloní pugui ser el patró del seu barri. Per què? La llegenda diu que un dia sant Vicenç Ferrer entrà a Barcelona pel portal dels Orbs, va mirar enlaire i veié un àngel que guardava la ciutat. I així ho digué als seus acompanyants. De llavors ençà, es col·locà un àngel en aquell punt, i la porta d'entrada a la ciutat passà a dir-se el Portal de l'Àngel.
Quan les muralles van ser aterrades, i la porta va desaparèixer, l'àngel va trobar recer a la parròquia de Santa Anna, però per poc temps, tan sols quatre anys, perquè el 1857 va tenir lloc la solemne processó que va entronitzar l'àngel a Hostafrancs. Simbòlicament, aquell barri era l'entrada a la ciutat de Barcelona. Les primeres festes majors de l'Àngel Custodi van venir acompanyades de les tradicions que l'havien acompanyat a Barcelona. Una d'elles, la fira de magranes, que tradicionalment havia tingut lloc sota el Portal de l'Àngel, a principis d'octubre, es va traslladar a Hostafrancs per un breu període. Molts anys després es recuperaria de nou.
A mesura que van passar els anys, els hostafranquins necessitaren una nova església, més àmplia i adequada a la gran multitud de la barriada, i a partir de 1891 hi ha la nova església, que és la que es coneix avui, a la confluència dels carrers Vilardell i Sant Roc. A finals del segle xix, la Festa Major aprofitava esplanades als entorns del barri. A més del carrer Vilardell, un veritable descampat, tenia molt interès per als veïns l'esplanada al voltant de l'actual plaça d'Espanya, amb la plaça de braus en construcció, els hostals en rendiment, i una de les grans icones d'aquells temps: el bar la Pansa.
A la plaça Espanya es muntava un gran envelat, s'hi feien balls, una fira primerenca, etc. I tenien molt èxit en aquells anys els focs d'artifici. Una de les fàbriques de focs artificials més conegudes de Barcelona, situada a la carretera de la Bordeta, abastia aquestes festes. Més anys vingueren les curses de braus, que a l'època eren ben concorregudes a les Arenes, i les primeres activitats per als infants, tradicionals jocs descrits per en Joan Amades. També tingueren molt ressò les obres de teatre que es programaven a les incipients entitats teatrals i culturals del barri. Sobretot Sang Nova, una de les entitats amb més trajectòria d'aquells primers anys de segle xx, que va ser també la iniciadora de la història dels Jocs Florals a Hostafrancs, amb Carme Karr de presidenta.

### La Festa Major alseglexx
Podem dir que la festa a principis de segle xx, fins al franquisme, no va patir gaires canvis. A Hostafrancs es decoraven alguns carrers, seguint el costum del barri de Sants, i se sap que, per exemple el carrer Vilardell, Creu Coberta, o carrer de Sarrià (avui Rector Triadó) eren els que concentraven les activitats festives. També al voltant de l'església, on la festa de precepte del sant era el principal esdeveniment, tot i que cada cop els costums eren més relaxats, i l'envelat va acabar per prendre el protagonisme a la missa. Es convertí, a poc a poc, en una festa de carrer.
Amb la guerra tot canvià. I després dels anys foscos de sang, l'imperialisme espanyol va mantenir algunes coses, i en canvià algunes altres. L'església recuperà el seu protagonisme, s'iniciaren els homenatges a la vellesa, es mantingueren els jocs infantils, i la música de les orquestres i envelats va canviar completament. Ara es cantava en castellà. Els anys 1948 i 1949 s'intentà de nou que Hostafrancs acollís uns Jocs Florals, en aquells anys associats als homenatges a la vellesa. Però no tingueren continuïtat. Amb el relaxament de la dictadura, però, les comissions de Festes d'Hostafrancs esdevingueren un espai on els ciutadans compromesos amb el país podien començar a treballar, de forma bàsica, per a la recuperació d'una certa catalanitat. Es va recuperar la història a poc a poc, la festa de les magranes, es va fer una còpia de l'antiga Creu Coberta, es crearen nous goigs per a l'Àngel Custodi, i l'any 62 els Jocs Florals de l'Àngel Custodi, on ja es podia escriure en català en totes les categories, excepte en l'Englantina, els poemes que ens parlen de la pàtria, que només podien ser en castellà.
La festa es va seguir mantenint, amb èxit, durant les dècades de 1960 i 1970 de mans d'una generació d'erudits locals que es comprometeren amb la recuperació de la tradició del barri d'Hostafrancs.

### La democràcia
Avui dia la Festa Major d'Hostafrancs obeeix a uns patrons diferents i molt concrets. Amb el pas dels anys, la recuperació de grans fites veïnals: el Parc de l'Espanya Industrial, el Parc de l'Escorxador, la importància de les Olimpíades, el poliesportiu, nous espais que milloraven la qualitat de vida del barri, les prioritats culturals, que havien permès recuperar l'esperit del nostre poble durant el franquisme, es van canviar per unes prioritats urbanístiques. No era tan important la Festa Major. Era important treballar per una millor qualitat de vida.
I a poc a poc, els carrers que feien festa varen deixar de fer-ho, fins al punt de ser una festa gairebé testimonial. Tanmateix, tot i que els carrers i les comissions de festes tradicionals van anar apagant-se, les entitats socials i culturals del barri, amb les seves respectives prioritats, van agafar el relleu de les comissions, i van iniciar les activitats de Festa Major.
Cal esmentar en aquells moments entitats com els Traginers d'Hostafrancs, Lleure Cívic, els Amics de la Història i les Tradicions d'Hostafrancs, l'Associació de Veïns d'Hostafrancs, l'Esbart Ciutat Comtal, l'Orfeó Atlàntida, i la Parròquia de l'Àngel Custodi entre d'altres, i més endavant la Federació d'Associacions, Entitats i Comissions d'Hostafrancs, que van aconseguir mantenir la festa ben viva, fins al punt de reactivar-la.
Avui la Festa Major d'Hostafrancs és un referent ciutadà d'un tipus de festa major diversa, ben organitzada i amb una participació molt heterogènia però completa.

## Llocs d'interès
- Casa dels Pollets
- Fàbrica Hamsa
- Parc de l'Espanya Industrial